# Lori verd-i-groc
El lori verd-i-groc (Trichoglossus flavoviridis) és una espècie d'ocell de la família dels psitàcids que habita la selva humida de les illes Sula.
Tradicionalment s'ha considerat coespecífica del lori de Sulawesi.